# Im Banne des Teufels
Im Banne des Teufels (Originaltitel: The Iron Mistress) ist ein US-amerikanischer Western aus dem Jahr 1952 von Gordon Douglas mit Alan Ladd und Virginia Mayo in den Hauptrollen. Die sehr freie Filmbiografie des Pioniers und späteren texanischen Freiheitskämpfer James Bowie (1796–1836) wurde von Warner Bros. produziert und basiert auf dem Roman The Iron Mistress von Paul I. Wellman.

## Handlung
1825 reist Jim Bowie nach New Orleans, um Holz zu verkaufen. Seine Brüder warnen Jim, einen unbekümmerten jungen Mann, der sich nur für Messerwerfen interessiert, auf einen guten Preis zu warten. In New Orleans lernt Jim den französischen Maler James Audubon kennen, der die reiche Familie de Bornay verärgert hat, indem er Vögel malte, anstatt sein Porträt der schönen Judalon de Bornay fertigzustellen. Weil er Audubon verbal verteidigt, wird Jim von Judalons Bruder Narcisse zu einem Duell herausgefordert. Die Herausforderung überrascht Jim, der Narcisse nie beleidigen wollte, aber Audubon erklärt, dass die Oberschicht der französisch dominierten Gesellschaft Louisianas streng durch den „Kodex“ der Ehre regiert wird. Jims sanfter Humor besänftigt Narcisse und die beiden werden Freunde. Narcisse macht sich daher Sorgen, als Jim sich in Judalon verliebt, die stolz und verwöhnt ist. Judalon erlaubt Jim, sie auf einem Ball zu küssen, aber sein leidenschaftlicher Heiratsantrag macht sie wütend, da Judalon nicht die Absicht hat, in einem Sumpf zu leben. In der Annahme, dass Jim Judalon beleidigt hat, fordert ihn ein anderer Bewerber, Henri Contrecourt, zu einem Duell heraus. Narcisse greift ein und wird bei der darauffolgenden Konfrontation mit Contrecourt getötet. Jim willigt daraufhin ein, sich Contrecourt, einem hervorragenden Schwertkämpfer, nur mit seinem Messer bewaffnet, zu stellen. Die beiden kämpfen in einer abgedunkelten Kammer. Zur Überraschung der versammelten Menge tötet Jim Contrecourt. Anschließend verkauft er das Sägewerk und kehrt mit dem Plan nach Hause zurück, reich zu werden, indem er im Sumpfgebiet Baumwolle anbaut.
In den nächsten Jahren werden die Bowies tatsächlich reich, aber ihre Geschäftsrivalen, angeführt vom Baumwollbauern Juan Moreno aus Natchez, versuchen, sie zu ruinieren. Unbeirrt kauft Jim ein unbekanntes Rennpferd, das Morenos Pferd in einem Rennen besiegt. Die meisten von Morenos Kumpanen zahlen Jim das Geld, das sie gewettet haben, aber Jim rechnet mit Ärger und bittet einen Schmied, ihm ein starkes Messer zu bauen. Der Schmied formt ein Stück eines Meteors in das Messer und macht es dadurch außergewöhnlich langlebig und scharf. Jim erfährt, dass Judalon einen Gentleman aus New Orleans namens Philippe de Cabanal geheiratet hat, doch nachdem sie Jim geküsst hat, erzählt sie ihm, dass sie eine Scheidung plant. Jims Bruder vermutet, dass sie nun Moreno heiraten will, doch Jim ist Judalon ergeben und will nicht zuhören. Nach einem Duell beginnen Moreno und seine Kollegen auf Jim und seine Freunde zu schießen. Nachdem Moreno ihn verletzt hat, ersticht Jim ihn. Judalon, unglücklich, weil Moreno ihr versprochen hatte, einen Scheidungsbrief für sie zu besorgen, verspricht, Jim in ein neues Zuhause in Texas zu begleiten, wenn er ihren Mann zuerst von einer Spielschuld bei dem berüchtigten Spieler Black Jack Sturdevant befreit. Jim besiegt Sturdevant in einem Messerkampf, doch Judalon lässt ausrichten, dass sie beschlossen hat, bei Philippe zu bleiben.
Auf dem Weg nach Texas wird Jim beinahe von Sturdevants Männern getötet. Er wird von Ursula de Veramendi, der spanischen Tochter des Vizegouverneurs von Texas, gefunden und gepflegt. Jim macht Ursula bald einen Heiratsantrag, aber sie vermutet, dass er Judalon immer noch liebt. Jim kehrt nach Louisiana zurück, um seine Ländereien zu verkaufen. Auf einem Dampfschiff begegnet er Judalon und Philippe. Jim erfährt, dass Philippe sein ganzes Geld bei einem Kartenspiel verloren hat, aber er kann die Spieler als Betrüger entlarven und Philippe sein Geld zurückgeben. Nachdem Judalon droht, Philippe für ihren alten Verehrer zu verlassen, schleicht sich der wütende Ehemann mit einer Waffe in Jims Zimmer. Zur gleichen Zeit versteckt sich Sturdevant, der Rache für seine frühere Verletzung sucht, in Jims Kabine und beabsichtigt, ihn zu töten, ersticht jedoch Philippe versehentlich. Philippe erschießt Sturdevant, bevor er selbst stirbt, und Judalons offensichtliche Freude über den Tod ihres Mannes betäubt Jim. Er verlässt sie, lässt sein Messer in den Fluss fallen und kehrt nach San Antonio zurück, um Ursula zu heiraten.

## Hintergrund
Gedreht wurde der Film von Anfang April bis Anfang Juni 1952 auf der Warner Movie Ranch in Calabasas sowie in den Warner-Studios in Burbank.
Die Rolle des Jim Bowie war Alan Ladds erste im Rahmen seines Vertrags mit Warner Bros.
George James Hopkins war für das Szenenbild zuständig, Marjorie Best für die Kostüme.

## Synchronisation
| Rolle                 | Schauspieler    | Deutscher Synchronsprecher |
| --------------------- | --------------- | -------------------------- |
| Jim Bowie             | Alan Ladd       | Heinz Engelmann            |
| Judalon de Bornay     | Virginia Mayo   | Ingeborg Grunewald         |
| Juan Moreno           | Joseph Calleia  | Wolfgang Lukschy           |
| Philippe de Cabanal   | Alf Kjellin     | Klaus Miedel               |
| Narcisse de Bornay    | Douglas Dick    | Erich Ebert                |
| Henri Contrecourt     | Nedrick Young   | Siegfried Schürenberg      |
| James Audubon         | George Voskovec | Heinz Engelmann            |
| Dr. Cuny              | Don Beddoe      | Eduard Wandrey             |
| Gastwirt              | Oliver Blake    | Alfred Balthoff            |
| Rezin Bowie           | Richard Carlyle | Klaus Schwarzkopf          |
| Don Juan de Varamendi | Edward Colmans  | Erich Fiedler              |
| Nez Coupe             | Nick Dennis     | Horst Niendorf             |
| Gen. Cuny             | Robert Emhardt  | Hans Emons                 |
| Andrew Marschalk      | Harold Gordon   | Curt Ackermann             |
| Colonel Wells         | George J. Lewis | Walther Suessenguth        |
| Richter Crain         | Jay Novello     | Hans Hessling              |
| John Bowie            | Dick Paxton     | Peter Petersz              |
| James Black           | David Wolfe     | Wolf Martini               |

Anmerkung: Die kursiv geschriebenen Namen sind Rollen und Darsteller, die nicht im Abspann erwähnt wurden.

## Veröffentlichung
Die Premiere des Films fand am 19. November 1952 in New York statt. In der Bundesrepublik Deutschland kam er am 22. April 1953 in die Kinos, in Österreich im September 1953.

## Kritiken
Der Filmkritiken-Aggregator Rotten Tomatoes hat in einer Auswertung ein Publikumsergebnis von 14 Prozent positiver Bewertungen ermittelt.
Bosley Crowther von der The New York Times schrieb, in diesem üppig romantischen Film, den Warner mit einer Flut von Schnickschnack und Technicolor produziert habe, die der Farbigkeit der Geschichte entspreche, werde die frühe Karriere von Bowie gründlich beschrieben und zu einer Biografie der Art von Held zusammengefügt, der am besten von Alan Ladd gespielt wird. Und da es zufällig der erste Film von Mr. Ladd für das Studio sei, könne man mit Recht vermuten, dass er für ihn maßgeschneidert und aufgemotzt wurde. Schade, könnte man sagen, denn ein harter und offener Film über einen glaubwürdig gottlosen Abenteurer könnte eine ziemlich gute Sache sein, während dieser plüschige und idealisierte Ausflug in romantischen Bombast eine geradezu konventionelle Show ergebe. Abgesehen von ein paar wirklich bösartigen und hässlichen Inszenierungen von Messerkämpfen sei der Film abgedroschen, hohl und zahm.
Manny Farber schrieb im Magazin The Nation, der Film habe einige gute Einzelszenen wie einen Schwert-und-Dolch-Kampf in der Dunkelheit.
Der Kritiker des TV Guide sah einen Film, der vollgepackt mit Action, vieles davon extrem gewalttätig und blutig, sei. Die Beziehung zwischen Ladd und Mayo sei verwirrend. Ladd sei sein übliches starkes, widerstandsfähiges Selbst, Mayo hingegen übertreibe eklatant.
Das Lexikon des internationalen Films schrieb: „Mäßig unterhaltsamer Western. [...] Wenig aufregender, biografisch ‚geschönter‘ Hollywood-Film.“
Die Filmzeitschrift Cinema befand: „Historisch zweifelhaftes Abenteuer mit einem guten Hauptdarsteller. Fazit: Zwar alles gelogen, aber dennoch okay.“